# Overrated
Overrated - це рекламний сингл другого альбому Guilty Pleasure, співачки і актрорки Ешлі Тісдейл. Пісня була офіційно випущена для цифрового завантаження 23 червня 2009 року в США і Канаді.

## Створення і Реліз
Ця пісня була написана в співавторстві Тісдейл і шведською знімальною групою Twin

## Критика
Журнал OK! назвав цей трек "зрілим", и відмітили його не таким "дитячим" як перший альбом. Інші критики відзначали, доріжки і його попередник, "Masquerade", мають контрастні теми. Журнал Портрет пояснює, що "У той час як «Masquerade» про готовність відповідати, "Overrated" про подробиці, чому ви повинні бути вірні собі.

## Чарти
| Чарти (2009)                                | Найвища позиція |
| ------------------------------------------- | --------------- |
| US Billboard Bubbling Under Hot 100 Singles | 3               |

## Дати релізу
| Країна | Дата             | Лейл         | Фортмат                       |
| ------ | ---------------- | ------------ | ----------------------------- |
| Канада | червень 23, 2009 | Warner Music | цифрове завантаження (iTunes) |
| США    | червень 23, 2009 | Warner Music | цифрове завантаження (iTunes) |